# Тракия (район на Пловдив)
Вижте пояснителната страница за други значения на Тракия.
„Тракия“ е жилищен комплекс в югоизточната част на Пловдив и административен район на Община Пловдив.
Строителството на района е започнало през 1973 година. През 1976 г. е открит като комплекс, а през 1983 г. е обособен като самостоятелна административна единица. Днес „Тракия“ е третият по големина квартал в България, застроен с панелни блокове. В последните години в него се появяват и жилищни сгради от ново строителство.

## Структура
Днес границите на района обхващат площ от 5660 дка, от които 193 дка зелени площи и 450 дка лесопарк „Лаута“. Инфраструктурата на района е добре развита. Уличната мрежа е с дължина 48 км и е изградена съобразно застроителния и регулационен план, а дължината на изградените тротоари е 46 км. В район Тракия са изградени 252 жилищни блока с общо 770 входа. Районът е съставен от 13 жилищни групи (микрорайони). След проведено допитване в района, организирано от „Граждански съвет Тракия“, са определени техните имена: 
- А1 – Люляците – бл. № 200 – 229
- А2 – Панайот Волов – бл. № 190 – 199, 330 – 339
- А3 – Тодор Каблешков – бл. № 170 – 189
- А4 – Хан Крум – бл. № 140 – 159, 326 – 328
- А5 – Търговски – бл. № 120 – 139
- А6 – Опълченски – бл. № 100 – 119
- А7 – Капитан Бураго – бл. № 80 – 96, 314 – 322
- А8 – Оборище – бл. № 60 – 79
- А9 – Хан Аспарух – бл. № 1 – 19, 44, 310
- А10 – Възраждане – бл. № 20 – 39, 311 – 313
- А11 – Захари Зограф – бл. № 40 – 56
- А12 – Лаута – бл. № 57 – 59, 230 – 264, до парк Лаута
- А13 – Скобелева майка – бл. № 97-99А, 265 – 299, до Ботаническата градина

## История
Район „Тракия“ е най-младият квартал на Пловдив. Той е проектиран от колектив начело с арх. Иван Попов през 1968 г. Изграждането на първите блокове в района започва през 1973 г. с цел спешно преодоляване на жилищна криза в бързо разрастващия се град. В района се заселват млади семейства и семейства на средна възраст. Успоредно с това се изгражда и индустриалната зона „Тракия“, ориентирана към електронна промишленост. Едва през 1983 г. кварталът се обособява като самостоятелна административна единица.
Районът в сегашните си граници е създаден със Закона за териториално деление на Столичната община и големите градове през 1995 г. От март 2012 година кметството на район Тракия се намира в нова сграда.

## Население
Населението на район Тракия по постоянен адрес към 15.03.2012 година наброява 60 075 жители, а по настоящ адрес – 59 139 .

## Администрация
Като отделна административна единица районът е обособен през 1983 година. През 1987 година районната администрация е преобразувана в Десето кметство, а след 1995 година отново е реформирана като район Тракия. Първият кмет на района е Лъв Панайотов, а след него кметове са били: Тодор Петков, Данаил Търпоманов, Паун Иванов, Петко Гургутов, инж. Кольо Именов, Веселин Чивчибашиев, д-р Александър Панов, Славчо Атанасов, Гиньо Матев, Костадин Димитров. Настоящият кмет е Георги Гатев.
Адресът на кметството е: бул. Освобождение № 63.

## Образование
В района се намират учебни комплекси и сгради на следните училища и читалища.
Висши училища
- Аграрен университет – Пловдив
- Частен професионален колеж „Омега“

Средни училища
- СУ „Черноризец Храбър“
- СУ „Димитър Матевски“
- СУ „Св. Софроний Врачански“
- СУ „Св. Седмочисленици“

Читалища
- Читалище „Съвременник-1986“, ж.к. „Тракия“ бл. 141; тел.: 032/68 28 32 www.savremennik.com
- Читалище „Младост“, ж.к. „Тракия“

## Транспорт
Районът се обслужа от следните:
- Автобусни линии: 4, 9, 10, 17, 18, 21, 24, 25, 29, 44, 66, 93 и 99
- Линии на маршрутни таксита: 5

В южната част на района се намира жп гара „Тракия“ край Индустриална зона „Тракия“.

## Търговия
В района са построени големите магазини РУМ „Тракия“, „Детски свят“, Мебелна къща. В последните години активно се изграждат нови търговски комплекси, като някои от по-големите са: „Метро“, „Кауфланд“, „Лидл“, „Хиполенд“, „Технополис“, „Техномаркет“, „Баумакс“, „Зора“, „Юск“, „Аркадиа“ и ''Декатлон''.

## Забележителности

### Тепета
Две от бившите пловдивски тепета се намират на територията на квартала.
Лаут тепе
Лаут тепе е бивше пловдивско тепе съществувало до първата половина на XX век. От него е останала малка могила, намираща се в покрайнините на квартала, в близост до жп гарата.
Яса тепе
Яса тепе е праисторическо селище от неолитната и халколитната епоха, разположено между Аграрния университет и Стадион „Локомотив“.

### Паркове
В район Тракия са разположени парк „Майка и дете“, Ботаническа градина и парк Лаута. През 2006 г. в парк Лаута е открит водният атракцион „Акваленд“, който има около 13 пързалки, а на 1 юни 2017 г. е открита най-голямата и екстремна водна пързалка в Източна Европа. През 70-те години на ХХ век е имало планове в парка да се построи детска железница и изкуствено езеро, но те не са осъществени.
През март 2009 година е открит „Ритейл Парк Пловдив“ на територията на бившия „Мотоцентър“ с площ от 42 650 кв. м.

### Паметници
Президентът Георги Първанов открива в район „Тракия“ новия Паметник на хан Крум на 4 юни 2007 г. Тринадесетметровата композиция включва шестметров постамент от черен гранит и бронзова фигура, представяща кана, изправен на седлото на своя кон, с меч в ръка. Отлята е от 3 тона метал в сопотската леярна и е дело на скулптора Николай Савов. В основите на паметника е вградено послание от децата на район „Тракия“ за следващите поколения, което да бъде отворено на 26 юли 2111 година, на 1300-а годишнина от победата на Крум при Върбишкия проход. Поставено е в специална урна, изработена от КЦМ. В нея има списък с дарителите за построяването на паметника на хан Крум.
През 1880 г. е построен първият паметник на майката на генерал Скобелев, на лобното ѝ място на „Цариградско шосе“, а през 1964 г. към него е добавен мемориал-ротонда, дело на архитект Кирил Тодоров. Паметникът изобразява графинята, която е седнала и е прегърнала две от дечицата, за които се е грижила.

### Църкви
През 1996 г. в района е построен католическият храм „Свети Дух“. Това е първата католическа църква построена в България след 1989 г. Архитектурата и украсата на църквата са в модерен стил.
През юни 2012 г. е завършена и осветена първата православна църква в района – „Свето Преображение Господне“. Около църквата е изграден паркинг с паваж, поставени са пейки и осветление. Новият храм се намира до Хлебозавода в „Тракия“ – на кръстовището на ул. „Недялка Шилева“ и бул. „Съединение“. До този момент в „Тракия“ действа само параклисът „Свети Георги“. Строят се още две църкви, но процесът е стопиран.

## Социални грижи
На територията на района функционират следните здравни и социални заведения:
- Диагностично-консултативен център 5 "Свети Архиепископ Лука" (известен още като Поликлиниката).
- Специализирана болница за активно лечение (СБАЛ) по пневмофтизиатрични заболявания „Д.П.Кудоглу“
- Специализирана болница за активно лечение (СБАЛ) по болести на уши, нос и гърло
- Комплекс за социални услуги „Св. Георги“ със Социално учебно-професионален център (СУПЦ)
- Дом за възстановяване „Добролюбие“

## Спорт
В северозападната част на района е разположен спортен комплекс, включващ стадиона на професионален футболен клуб Локомотив Пловдив, волейболна зала „Локомотив“, картинг-писта, боулинг-зала и други спортни зали.